# Petroni Turpilià
|  | No s'ha de confondre amb Gai Petroni Turpilià. |

Petroni Turpilià (en llatí Petronius Turpilianus) va ser un magistrat romà. Probablement era fill de Gai Petroni, que va ser Prefecte d'Egipte. Formava part de la gens Petrònia, una antiga família romana d'origen plebeu.
Va ser un dels triumviri monetales amb August i el seu nom apareix a una gran varietat de monedes, generalment amb la imatge d'August i referències a les seves glories. Set exemplars per davant i darrere són reproduïts al Dictionary of Greek and Roman Biography and Mythology Arxivat 2006-05-11 a Wayback Machine. (William Smith, 1867).